# Gypsophila bucharica
Gypsophila bucharica är en nejlikväxtart som beskrevs av Boris Fedtjenko. Gypsophila bucharica ingår i släktet slöjor, och familjen nejlikväxter. Inga underarter finns listade i Catalogue of Life.